# Triguinho
Luciano da Silva, plus communément appelé Triguinho, né le 25 février 1979, est un joueur de football brésilien.

## Biographie
Triguinho joue au poste de défenseur. Il réalise l'essentiel de sa carrière au Brésil. 
En 2001, il est recruté par l'équipe réserve du FC Barcelone mais son contrat n'est pas prolongé en fin de saison. Alors qu'il est reparti au Brésil et joue pour l'Associação Desportiva São Caetano, il est prêté à Anderlecht, en Belgique, durant la première moitié de championnat 2007-2008 mais ne joue pas. Il poursuit depuis sa carrière dans son pays.